# مايكل ماكوبي
مايكل ماكوبي (مواليد 5 مارس 1933) (بالإنجليزية: Michael Maccoby)‏ محلّل نفسي وخبير أنثروبولوجي أمريكي.
نالت مقالته المعنونة «Narcissistic Leaders: the Incredible Pros, the Inevitable Cons» -الصادرة سنة 2000- على جائزة ماكينزي من هارفارد بزنس ريفيو.